# アーテミドーラスのパピルス

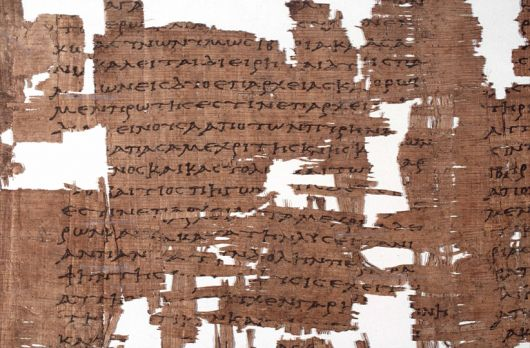
アーテミドーラスのパピルス

アーテミドーラスのパピルス (英語: Papyrus of Artemidorus) は、ギリシャの歴史家アーテミドーラス(Artemidorus Ephesius)等によって書かれたとされる歴史書。
古代エジプト・プトレマイオス朝の記述について詳しく、パピルスに古代ギリシャ語で書かれていた。